# Hacienda Vieja, Heroica Ciudad de Ejutla de Crespo
Hacienda Vieja är en ort i Mexiko.   Den ligger i kommunen Heroica Ciudad de Ejutla de Crespo och delstaten Oaxaca, i den sydöstra delen av landet, 400 km sydost om huvudstaden Mexico City. Hacienda Vieja ligger 1 450 meter över havet och antalet invånare är 589.
Terrängen runt Hacienda Vieja är varierad. Runt Hacienda Vieja är det ganska glesbefolkat, med 36 invånare per kvadratkilometer. Närmaste större samhälle är Ejutla de Crespo, 4,1 km nordost om Hacienda Vieja. I omgivningarna runt Hacienda Vieja växer huvudsakligen savannskog.